# Colline de Cumorah
 (février 2018).

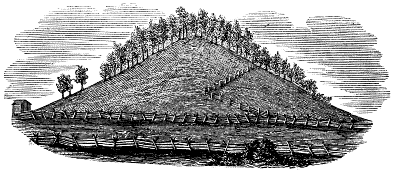
Une gravure de 1841 représentant la colline de Cumorah (versant nord). Joseph Smith est censé avoir reçu les plaques d'or près du sommet, sur le côté ouest.

La colline de Cumorah est située dans l'ouest de l'État de New York, aux États-Unis. Elle tire son nom du Livre de Mormon. Selon l'Église de Jésus-Christ des saints des derniers jours, c'est sur cette colline que Moroni aurait, en 420 ap. J.-C., caché les plaques d'or contenant quelques-unes des annales des nations néphite et jarédite.
Joseph Smith affirme qu'en 1827, il fut envoyé à cette colline par Moroni ressuscité chercher ces plaques et en traduire une partie. La traduction qu'il en aurait faite constitue ce qu'on appelle le Livre de Mormon. La colline de Cumorah est mentionnée dans Mormon 6:2,6 dans le Livre de Mormon.
Les Jarédites, un autre peuple cité dans l'ouvrage en question, l'appelaient la colline de Ramah (voir Éther 15:11).